# Subaru Sambar
Der Subaru Sambar wurde 1961 von Subaru als erster japanischer Keitora (軽トラ), die Kurzform für „Kei-Klasse-Lkw“, auf den japanischen Markt gebracht. Modellvarianten sind Minibus, Kastenwagen und Pritschenwagen. Der Typ wird in Japan, China und Korea produziert.
Seit seiner Einführung hat der Sambar einen Heckmotor mit Heckantrieb. Seit 1980 ist Allradantrieb optional erhältlich. In Europa wurde der Sambar von Elcat Electric Vehicles aus Finnland in ein Elektroauto umgebaut.
Ab 1984 wurde der Sambar in Europa als Subaru 600/700 (zum Beispiel Deutschland), Subaru Domingo (zum Beispiel Österreich, Schweiz), Subaru Sumo (Vereinigtes Königreich) oder Subaru Columbuss (Schweden) angeboten. Hintergrund dieser unterschiedlichen Namensgebung war ein möglicher Konflikt mit Volkswagen bei Verwendung des Namens Sambar. Kurz nach Einführung des Subaru 600/700 veranstaltete Subaru ein Preisausschreiben zur Namensfindung, wodurch das Modell auf den meisten Märkten Europas zum Subaru Libero wurde.
1990 wurde das Modell in der Kleinbus-Version in Subaru Sambar Dias-Wagon umbenannt. Seit 2009 basiert dieser nicht mehr auf dem Sambar, sondern auf dem Van Daihatsu Atrai.
Der Sambar der 7. Generation wird seit April 2012 von Daihatsu auf Basis des Daihatsu Hijet produziert.

## Erste Generation (1961–1966)

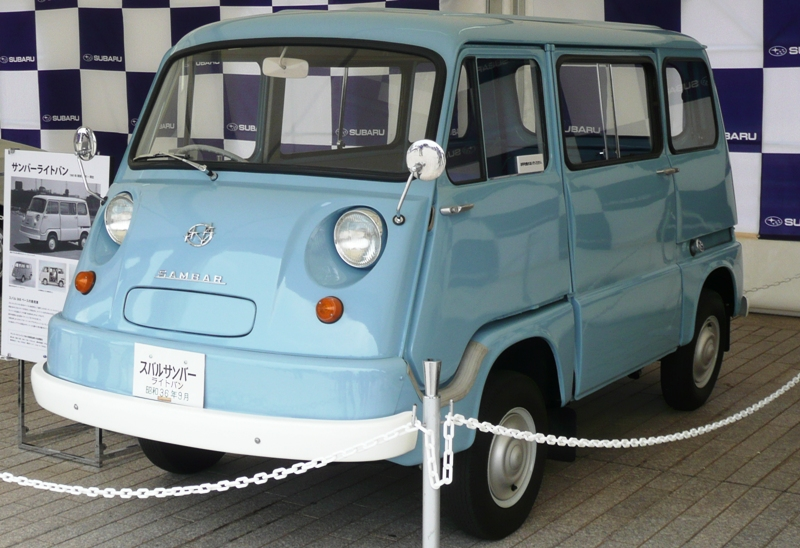
Erste Generation des Sambar, gebaut zwischen 1961 und 1966

Der Sambar wurde 1960 auf der Tokyo Motor Show vorgestellt. Von Beginn an hatte der Sambar einen Heckmotor mit Heckantrieb und die Räder waren einzeln aufgehängt. Der Motor, die so genannte EK-Reihe, wurde auch im Subaru 360 verwendet. Er war über eine Luke im Fahrzeugheck zugänglich. Erhältlich war eine Kastenwagen- und eine Kleinbus-Version. Das Chassis war ein Leiterrahmen. Die vorderen Türen waren hinten angeschlagen.
Der Sambar wurde entwickelt, um ein Modell anzubieten, das kleine Lasten tragen konnte, ohne jedoch die in Japan wichtige Kei-Car-Klasse zu verlassen. 1961 kam der Suzulight Carry (bei uns später als Suzuki Carry bekannt) auf dem Markt, 1963 folgte der Honda T360, 1964 der Daihatsu Hijet und 1966 der Mitsubishi Minicab.

## Zweite Generation (1966–1973)

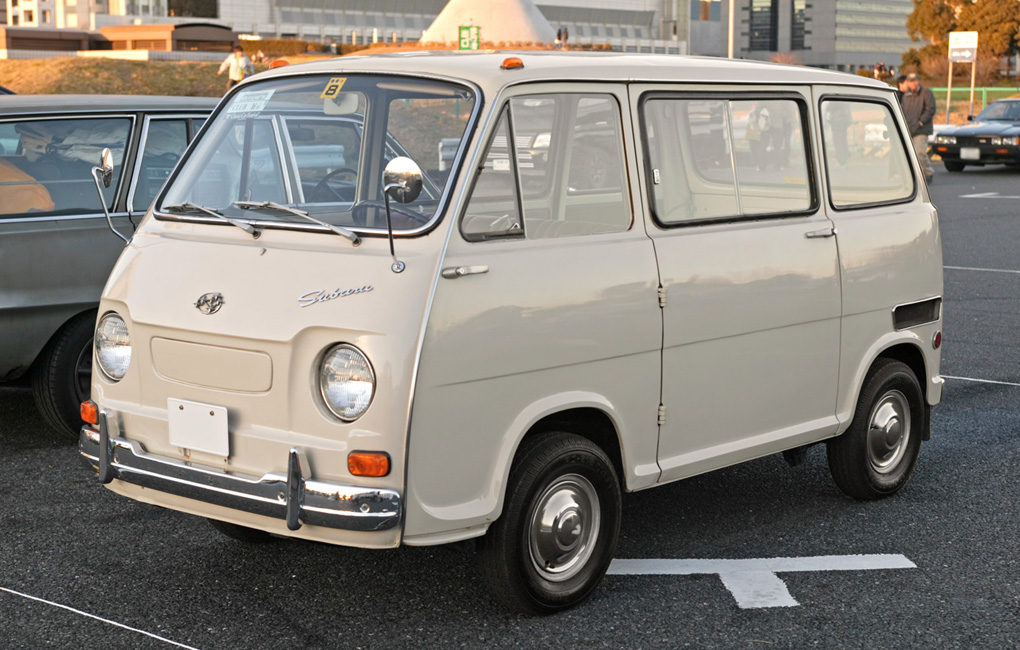
Zweite Generation des Sambar, gebaut zwischen 1966 und 1973

Im Januar 1966 erschien der Sambar mit neuer Karosserie, aber gleichem Chassis. Erstmals wurde nun auch ein in Japan LKW-Version genannter Pritschenwagen eingeführt. Als Motor gab es weiterhin den 356 cm³-EK-Motor mit nun aber 20 PS Leistung, der im Subaru 360 seit Juli 1964 verwendet wurde. Ein Hochdach wurde als Option ab 1968 angeboten.
Beginnend mit dem Modelljahr 1970 war der Motor von außerhalb des Fahrzeugshecks mittels Klappe zugänglich, die Selbstmördertüren wurden durch konventionell angeschlagene Türen ersetzt. Zur Verbesserung der Sicherheit wurde gleichzeitig ein voll gepolstertes Armaturenbrett eingeführt, das aus dem neuen Subaru R-2 stammte.
Die Karosserie wurde an der Front modernisiert und an das Design der neuen Subaru L-Serie angepasst.
Als neue Wettbewerber im Segment erschien 1967 der Toyota MiniAce, im Jahr 1968 der Mazda Porter und im Jahr 1969 der damals modernste Vertreter des Segments mit wassergekühltem Motor, der Datsun Sunny Cab.

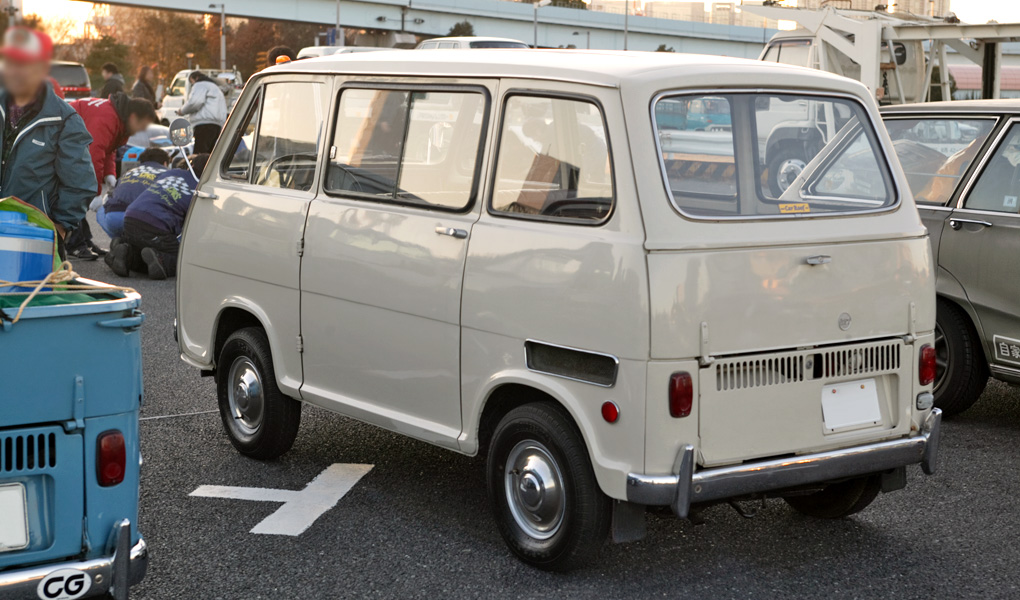
Heckansicht
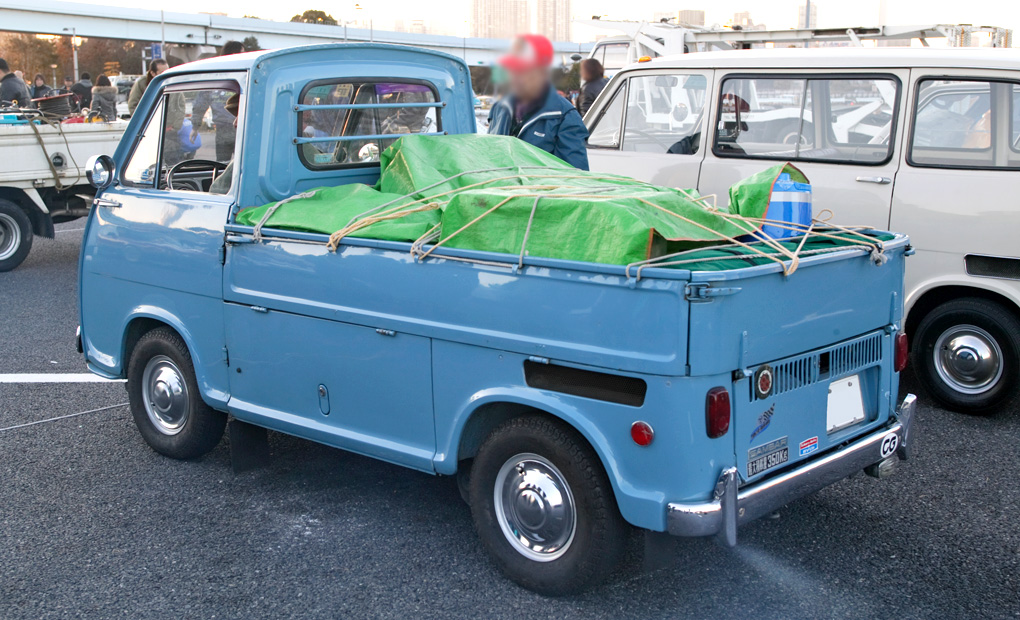
Subaru Sambar II Pritschenwagen
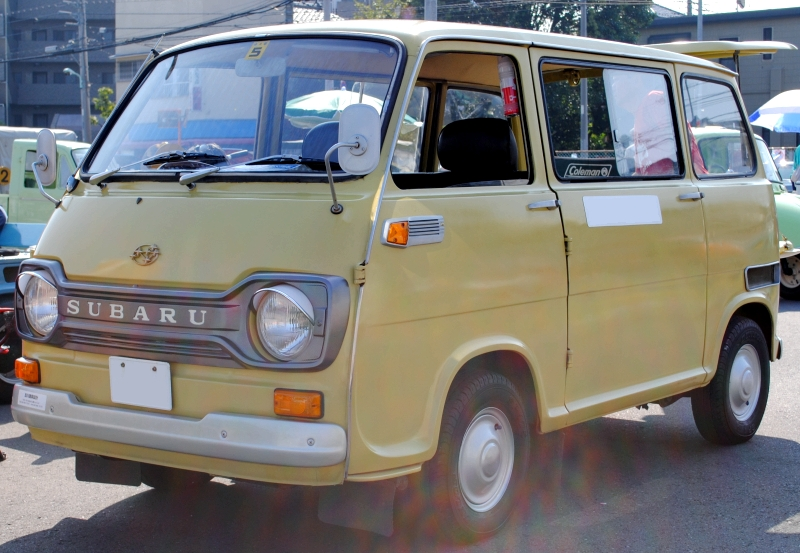
Facelift-Modell

## Dritte Generation (Export Subaru 600/700) (1973–1982)

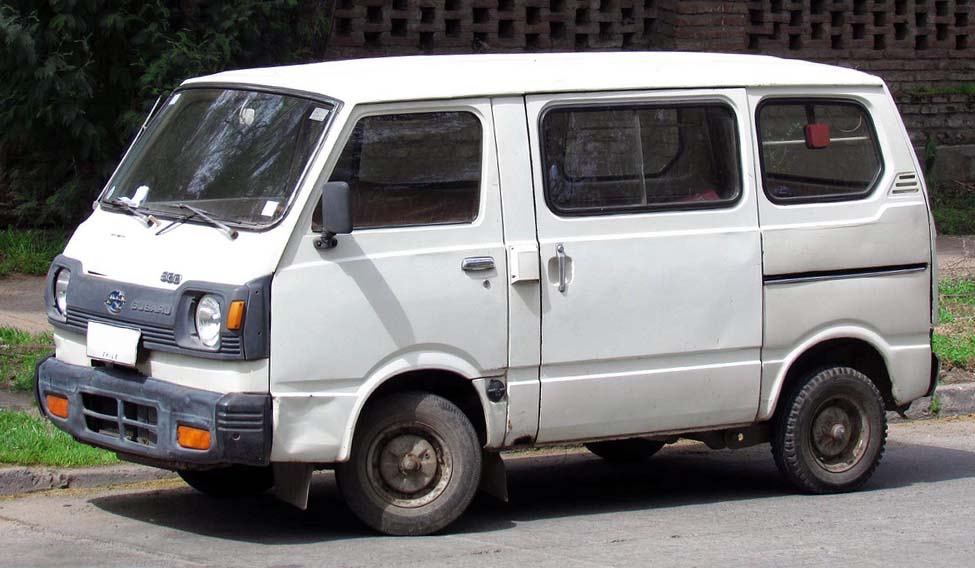
Dritte Generation, gebaut zwischen 1973 und 1982

Die dritte Generation erschien am 10. Februar 1973, diesmal mit dem Spitznamen Tsutomu Tsuyoshi Sambar aufgrund einer Werbekampagne. Der Zweitakt-Zweizylinder-356-cm³-Motor war nun wassergekühlt. Ab Februar 1976 wurde der wassergekühlte EK21-Viertakt-Motor aus dem Subaru Rex eingeführt, um die Emissionen zu verringern. Ab nun erfolgte der Transport des Wischwassers für die Frontscheibe mittels einer elektrischen Pumpe statt der bisherigen Fußbetätigung per Pedal.
Drei Monate später wurde der 490-cm³-(EK22)-Motor optional eingeführt. Dieser wurde im März 1977 durch den 550-cm³-(EK23)-Motor ersetzt. Nun startete auch der Export des Sambar als Subaru 700 mit einer 665-cm³-Version des EK-23-Motors. Nun waren auch seitliche Schiebetüren auf beiden Seiten erhältlich, im Export waren diese serienmäßig verbaut. Ein mittiges Schiebedach war ab 1979 optional erhältlich.
1980 wurde bei allen Karosserievarianten erstmals optional zuschaltbarer Allradantrieb angeboten. Dies führte zu ersten Verkaufserfolgen in Europa, wobei hier stets nur die Kastenwagen- und Kleinbus-Varianten angeboten wurden.

## Vierte Generation (Export Subaru 600) / Sambar Try (Export Subaru 700) (1982–1990)

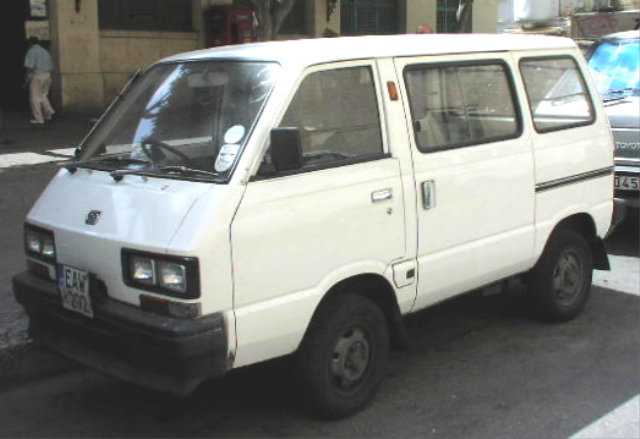
Vierte Generation, zwischen 1982 und 1990 gebaut

Am 9. Mai 1982 erschien die vierte Generation des Sambar. Verbaut waren nun MacPherson-Federbeine für die Vorderachse. Die Radgröße wurde von 10 auf 12 Zoll vergrößert, wodurch größere Trommelbremsen an allen vier Rädern verwendet werden konnten. Das Allradantrieb-Modell war nun mit einem Dual-Range-Getriebe erhältlich. Erstmals gab es die Version Sambar Try (Europa Subaru 700), ein besser ausgestattetes Modell der Kleinbusversion.
Während das Modell auf dem Heimatmarkt mit dem Motor EK23 (544 cm³, 2 Zylinder, 21 kW / 29 PS) angeboten wurde, erhielten die Exportversionen, die vorerst als Subaru 600 angeboten wurden, eine vergrößerte 665-cm³-Version desselben Motors, wodurch die Leistung auf 23 kW (31 PS) stieg. Der EN05-Vierzylinder-Motor aus dem Subaru Rex wurde nicht angeboten, da dafür aufgrund des Heckmotorprinzips viele Umbauten nötig gewesen wären.
1983 waren als Subaru 700 auch wieder Hochdachversionen mit dem 3-Zylinder-EF10-1000-cm³-Motor in Europa erhältlich. Die Normal-/Flachdach-Version mit dem kleineren 665-cm³-Motor wurde als Subaru 600 angeboten.
Ab 1984 wurde der Subaru 600/700 in Europa nicht mehr offiziell angeboten und nur über freie Händler importiert. Der Hintergrund war die Vergrößerung im Bereich des vorderen und hinteren Stoßfängers zur Verbesserung des Insassenschutzes. Hierdurch und aufgrund der größeren Motoren überschritt das Modell die Anforderungen der Kei-Klasse. Diese vergrößerte Version wurde in Japan nun als Subaru Domingo angeboten und mit besserer Innenausstattung wie etwa serienmäßigem mittigen Schiebedach sowie Allradantrieb aufgewertet. Nach und nach wurde das Modell als Kleinbus- oder Kastenwagen-Version unter den Namen Subaru Libero (japanisch: Domingo), Subaru Sumo (GB), Subaru Domingo (zum Beispiel Österreich und Schweiz) und Subaru Columbuss (Schweden) eingeführt. Später wurde der Name in Europa mit Ausnahme von Großbritannien und Schweden auf Subaru Libero vereinheitlicht, jedoch erhielten besser ausgestattete Versionen teilweise den Zusatz Domingo auf dessen früheren Märkten.
Ab Januar 1987 war das mittige Schiebedach serienmäßig mit elektrischem Antrieb ausgestattet. Scheibenbremsen vorne waren nun Standardausstattung. Optional war auch ein Automatikgetriebe erhältlich.
Im April 1989 wurde ein Sechs-Ventil-Motor mit 25 kW (34 PS) Standardmotor. Der Allradantrieb war nun nicht mehr zuschaltbar, sondern permanent verfügbar.

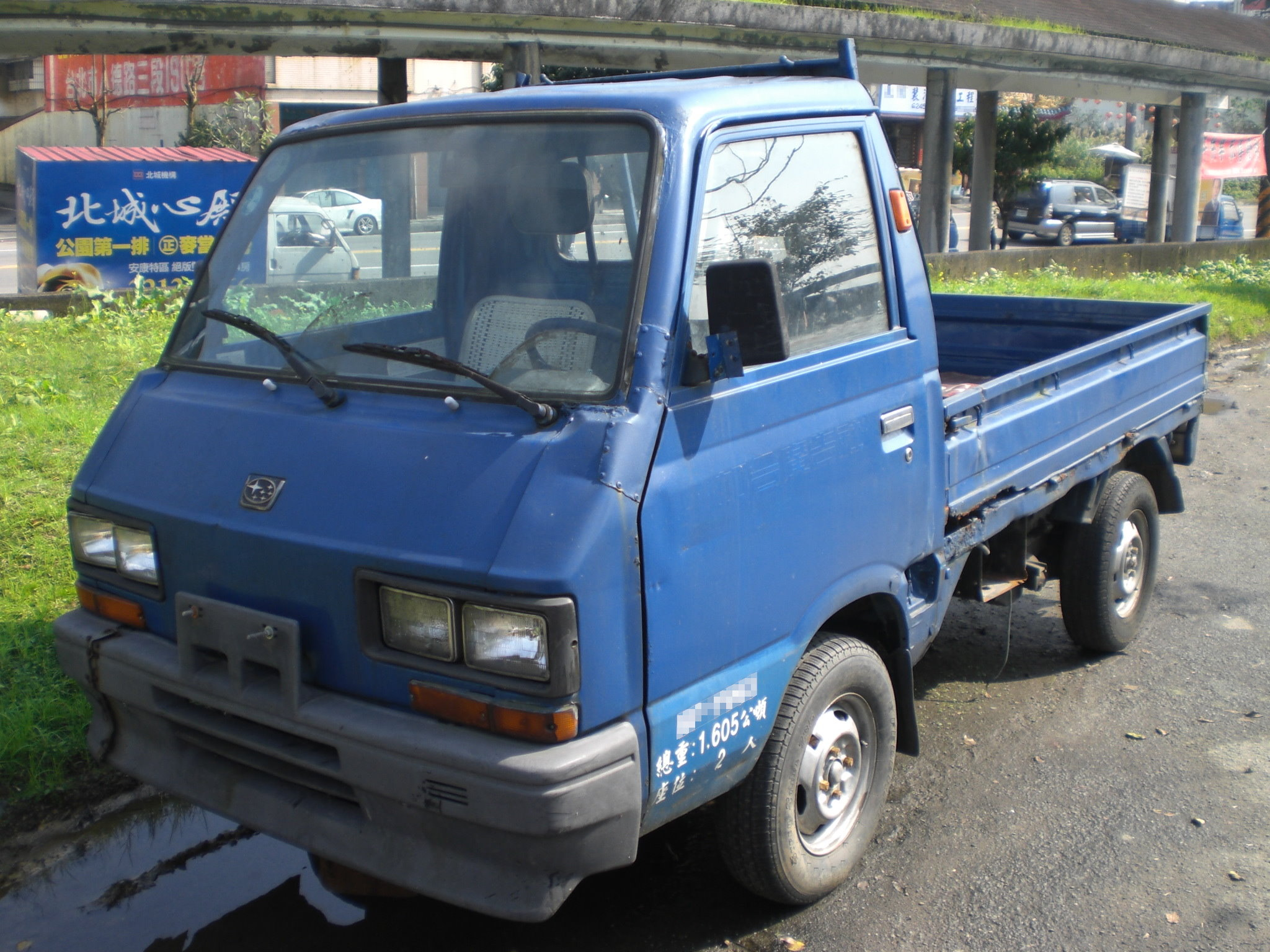
Subaru Sambar (LKW)
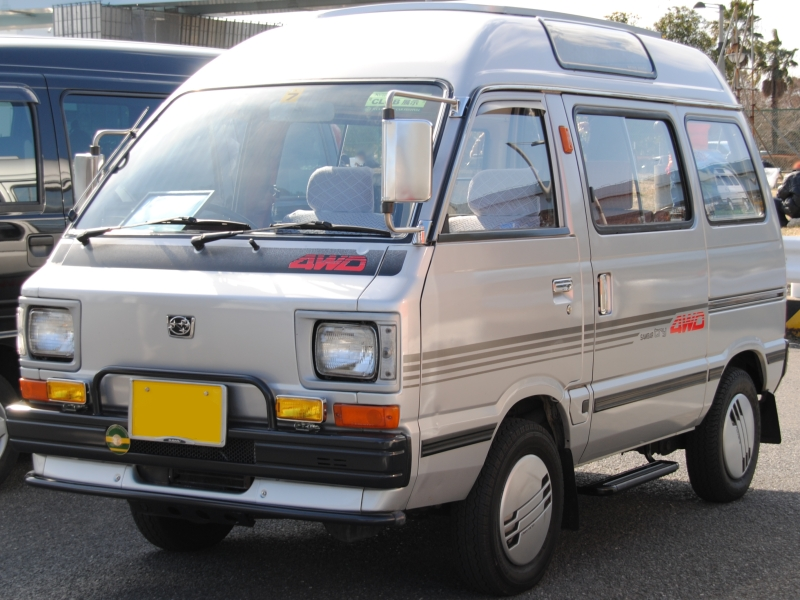
Subaru Samba Try
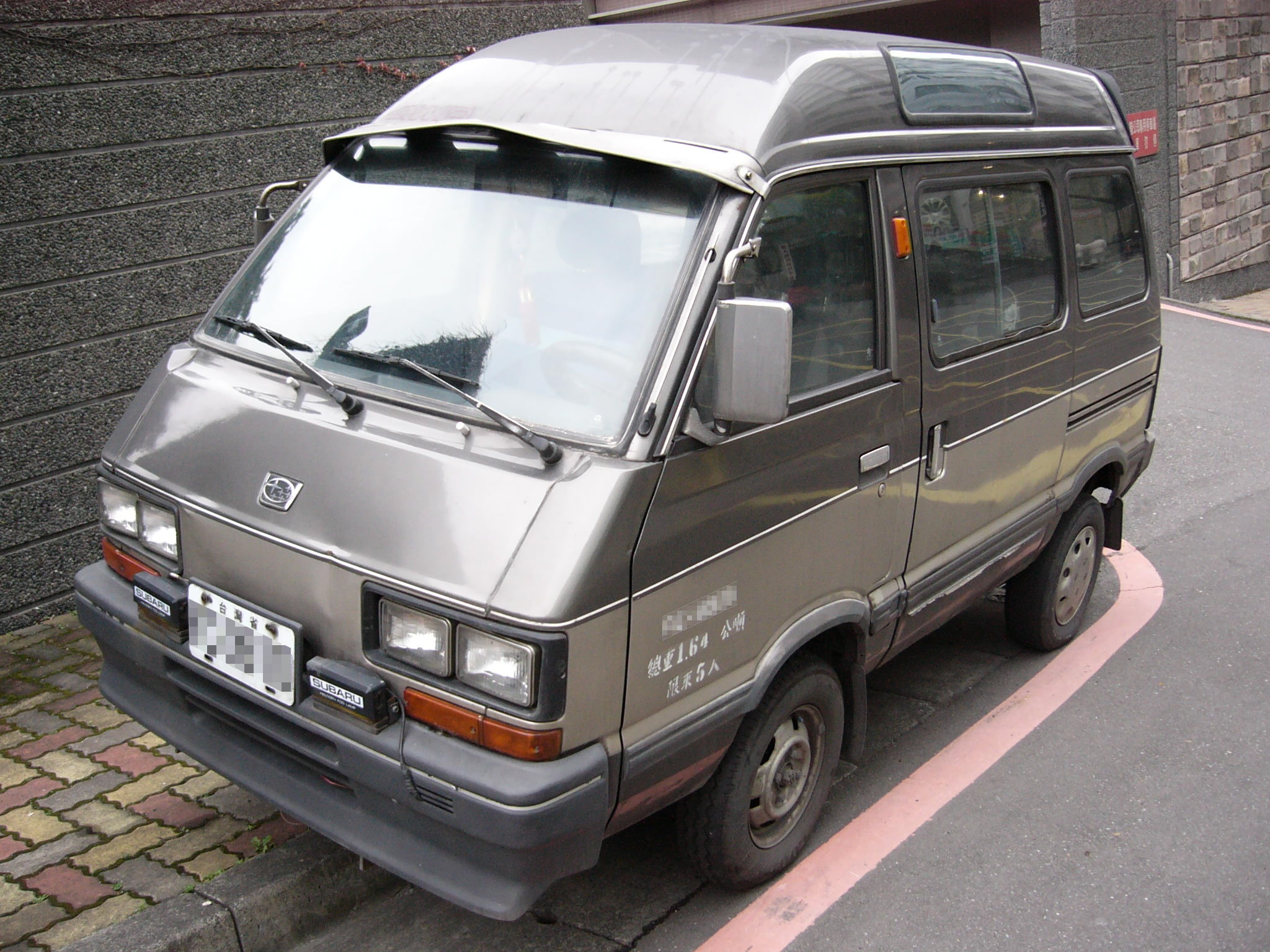
Subaru Domingo (Libero/Sumo/Columbuss)
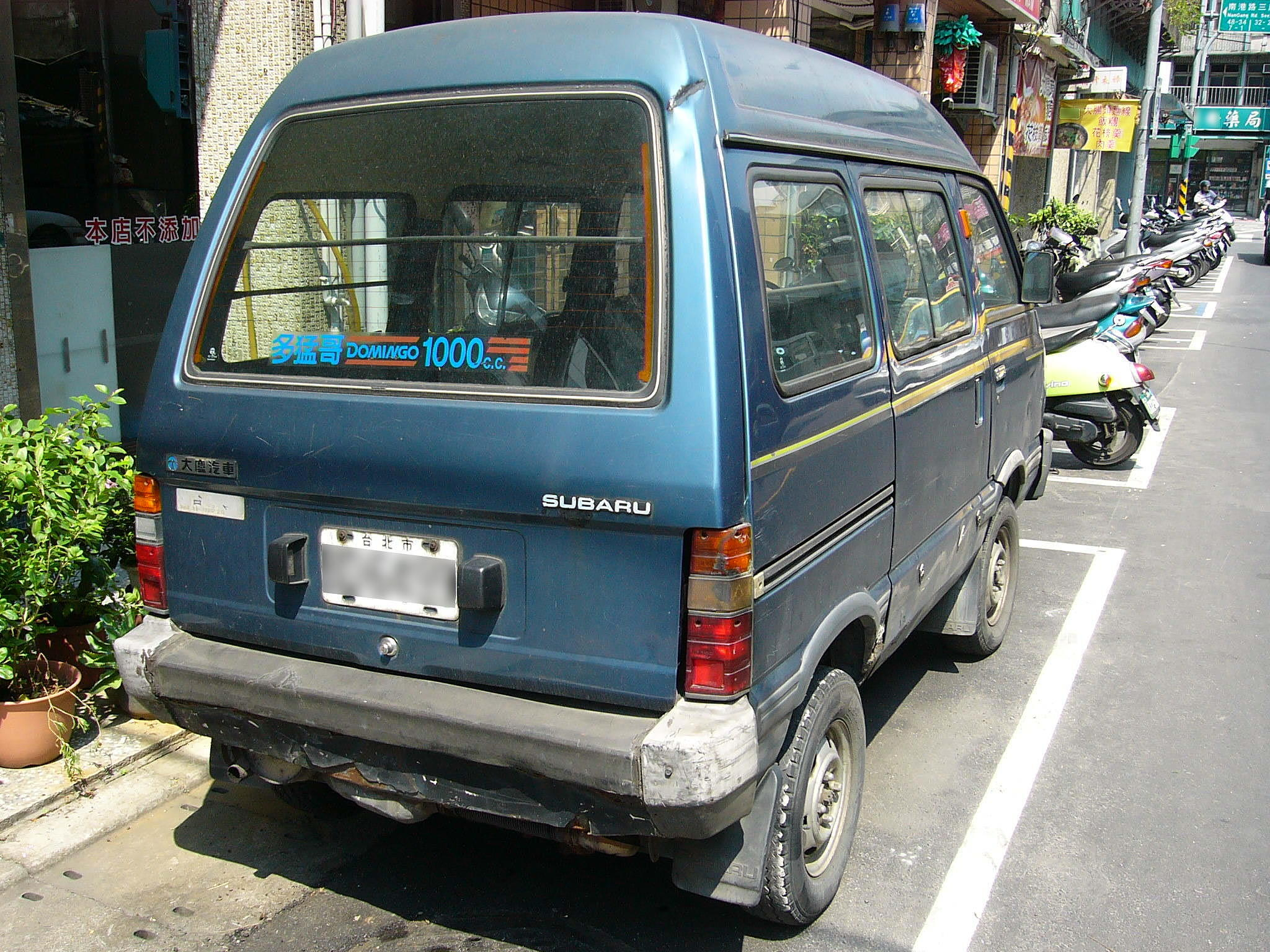
Subaru Domingo (Heckansicht)

## Fünfte Generation / Sambar Dias Wagon I (1990–1998)

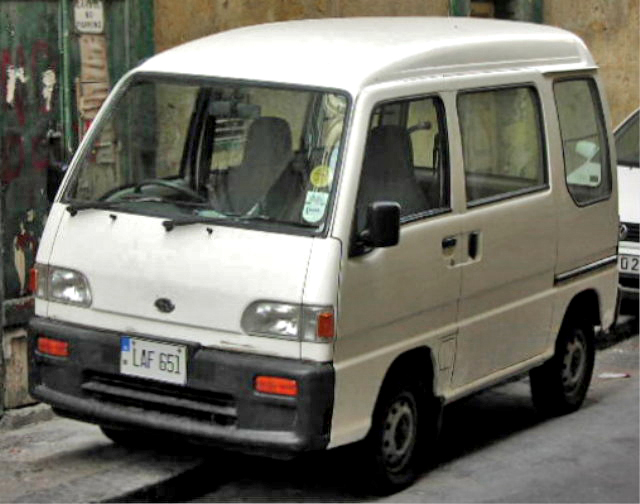
Fünfte Generation, gebaut von 1990 bis 1998

Die fünfte Sambar-Generation wurde 1990 eingeführt. In der Tradition des Subaru-Kei-Car-Angebots wurde der aus dem Subaru Vivio bekannte Motor EN07 eingebaut. Dieser hatte nunmehr vier Zylinder; mit einem optionalen Kompressor und Ladeluftkühler erreichte er im Sambar 55 PS. Ein Automatikgetriebe wurde in Form des EVT-System Subaru angeboten, für den 4WD-Antrieb mit einer Visco-Kupplung und Differentialsperre.
Die Kleinbus-Version Sambar Try hieß nun Subaru Dias Wagon. Die Lkw-Version verfügte im Gegensatz zum normalen Sambar über runde Scheinwerfer.
1992 erschien das Modell modernisiert mit dem 1200-cm³-EF12-Dreizylinder aus dem Subaru Justy auf dem Heimatmarkt. Nunmehr waren in der Kleinbus-Version auch maximal 7 Sitzplätze möglich. Dieses Modell wurde ab 1993 als neuer Subaru Libero/Sumo/Columbuss in Europa eingeführt.
Auf Basis des Sambar-Lkw entstand ein eigener Kastenwagen/Kleinbus, auf dessen Basis ab Oktober 1993 eine zum Teil individuelle Retro-Linie der „Sambar Dias Classic“ aufgebaut wurde. Dieser wurde durch die Subaru-Vivio-Bistro-Modelle und das in den 90er Jahren in Japan beliebte Retrodesign beeinflusst.
Ab Oktober 1995 wurde das EVT-Getriebe aufgrund von Kundenbeschwerden über den Fahrkomfort zugunsten eines 3-Gang-Automatikgetriebes aus dem Programm genommen.

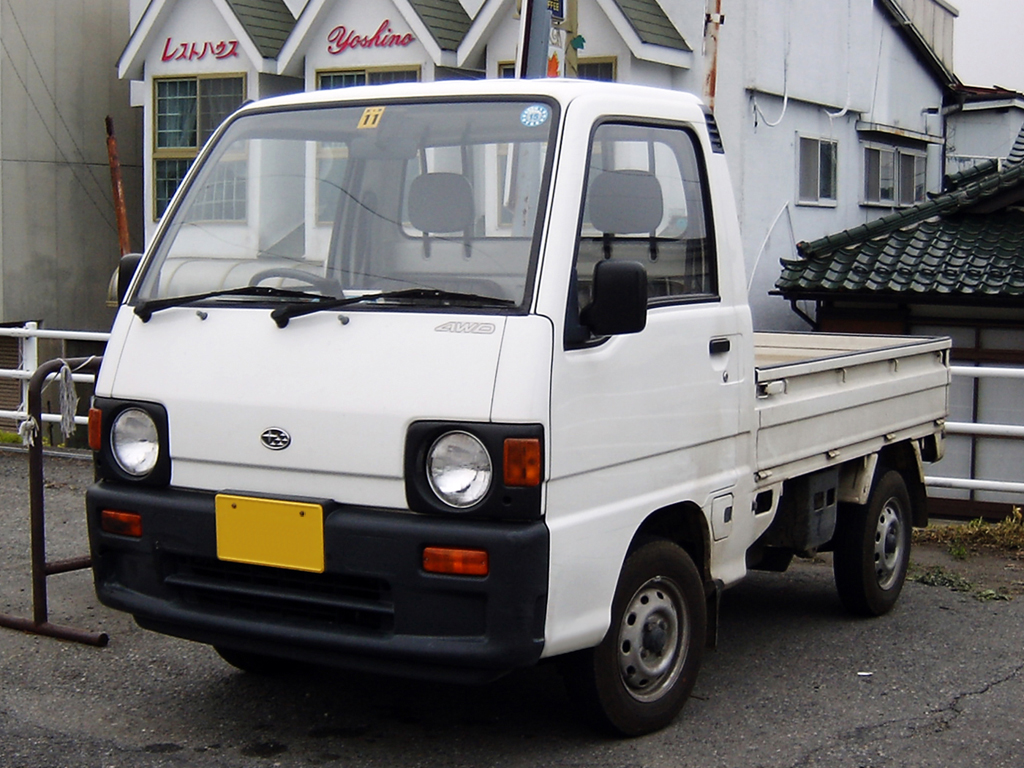
Subaru Sambar LKW
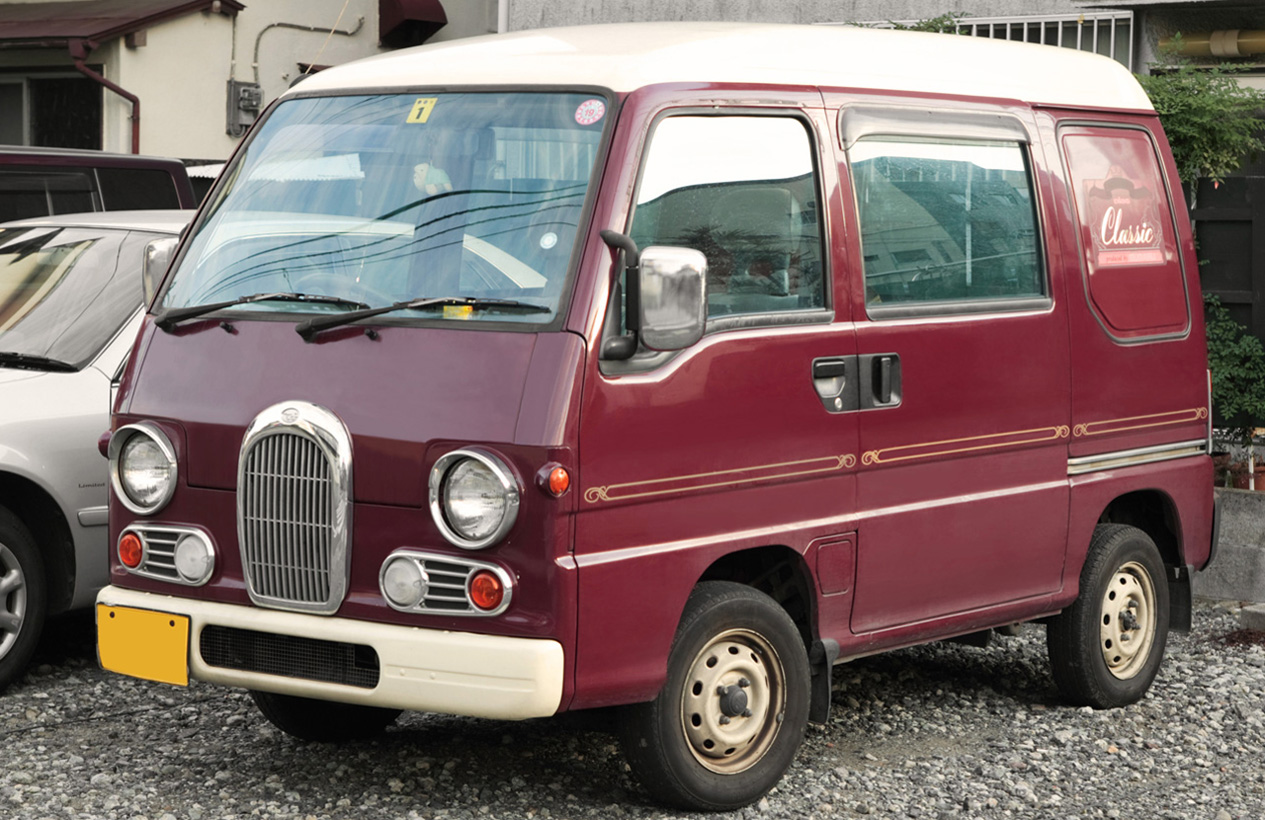
Subaru Sambar Dias Classic
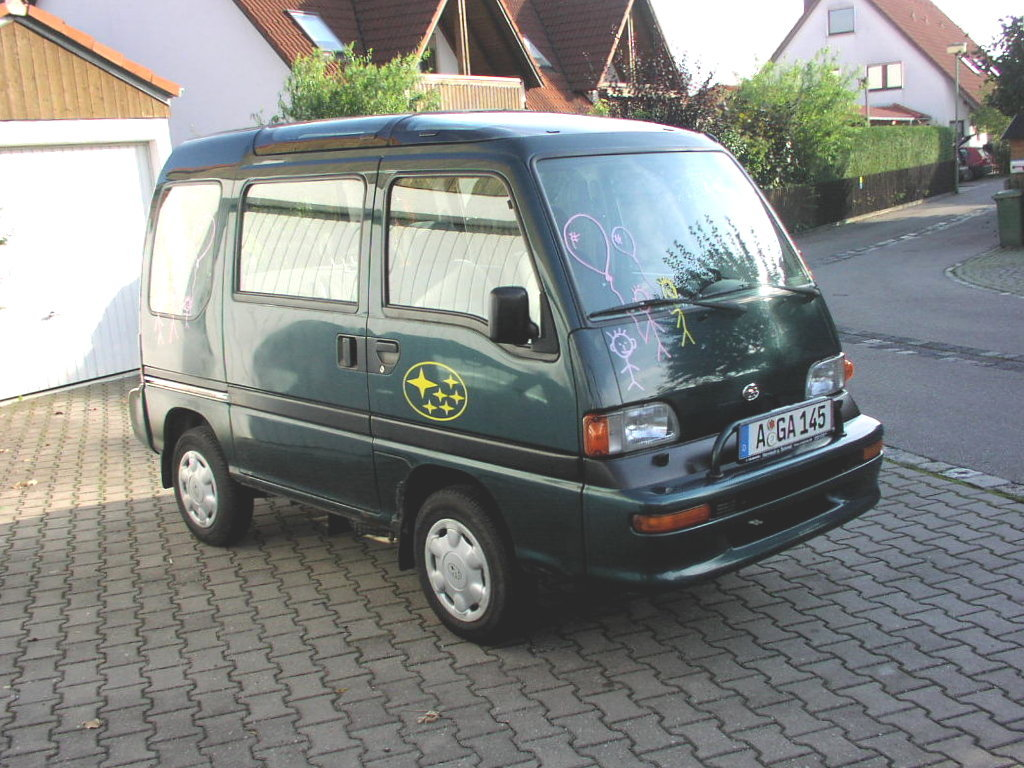
Subaru Sambar 1992 (Libero/Sumo/Columbuss)

## Sechste Generation (1999–2012)

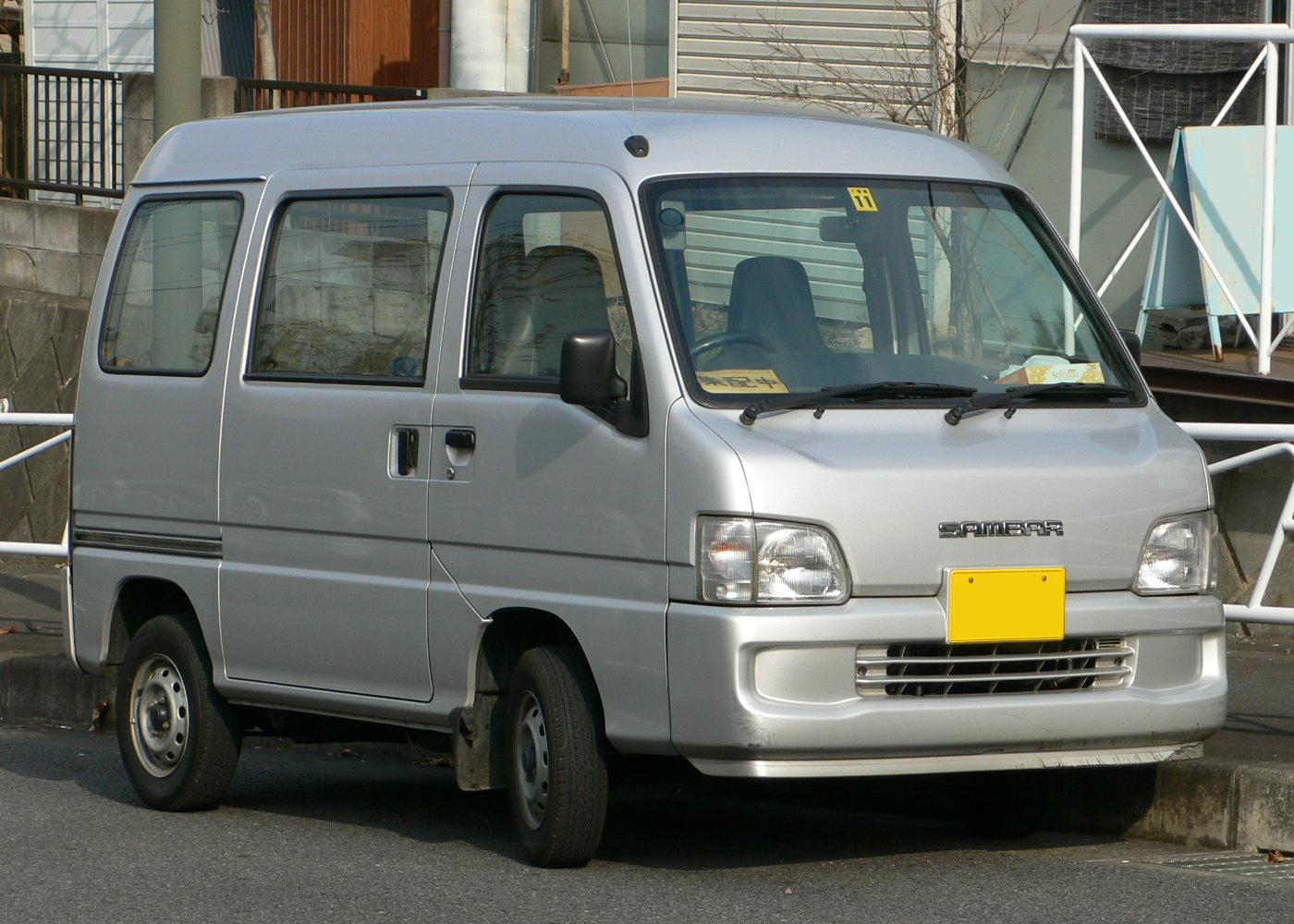
Sechste Generation, gebaut von 1999 bis 2012

Die Produktion der kommerziellen Sambar-Varianten begann im März 1999. 2007 wurde das Frontdesign des Sambar 6 überarbeitet. Am 28. Februar 2012 endete die Produktion des Sambar 6. Zum Produktionsende 2012 verfügte der Sambar u. a. serienmäßig über Antiblockiersystem, Fahrer- und Beifahrer-Airbags und elektrische Fensterheber. Die Kastenwagen- und Kleinbus-Versionen wurden serienmäßig mit elektrischen seitlichen Schiebetüren ausgestattet.
2005 verkaufte General Motors seinen 20 %-Anteil an Fuji Heavy Industries, dem Mutterkonzern von Subaru. Fuji Heavy Industries schloss nun eine Kooperation mit Toyota, die im Jahr 2008 in eine Beteiligung von Toyota an Fuji Heavy Industries in Höhe von 16,5 % mündete. Es wurde beschlossen, dass Subaru keine Kei-Cars mehr entwickeln und bauen sollte. Die unter der Marke Subaru vertriebenen Kei-Car-Modelle würden von anderen Herstellern  aus dem Toyota-Konzern hergestellt („Badge-Engineering“).

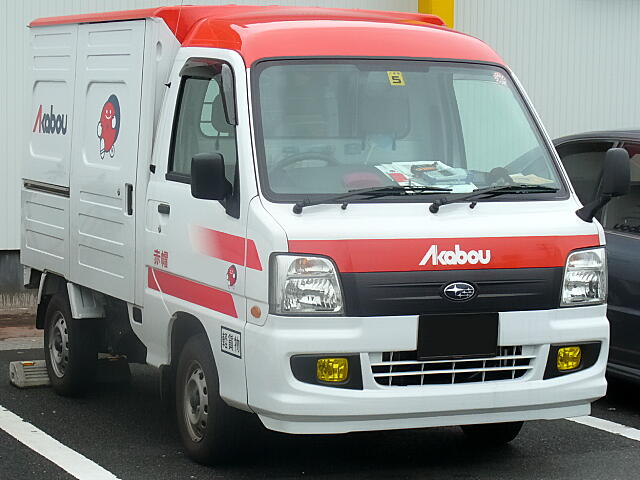
Subaru Sambar LKW
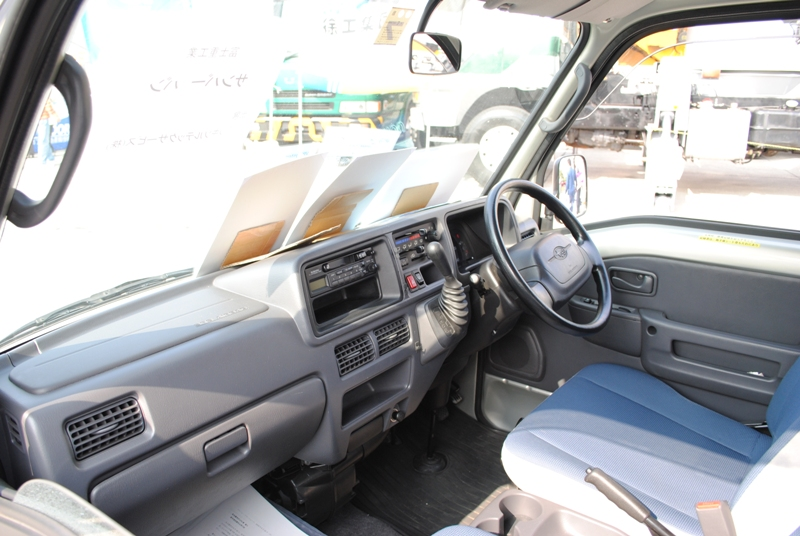
Sambar Armaturenbrett
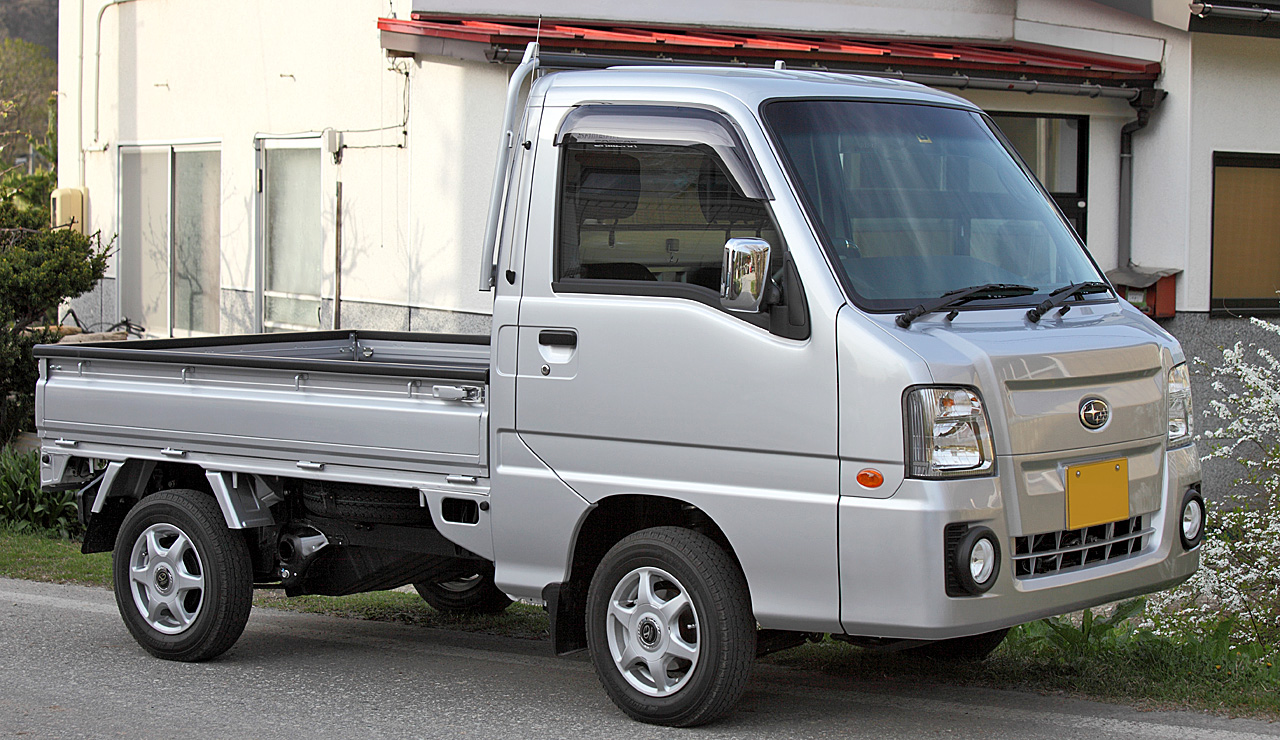
Subaru Sambar Facelift

## Sambar Dias Wagon II (1999–2009)

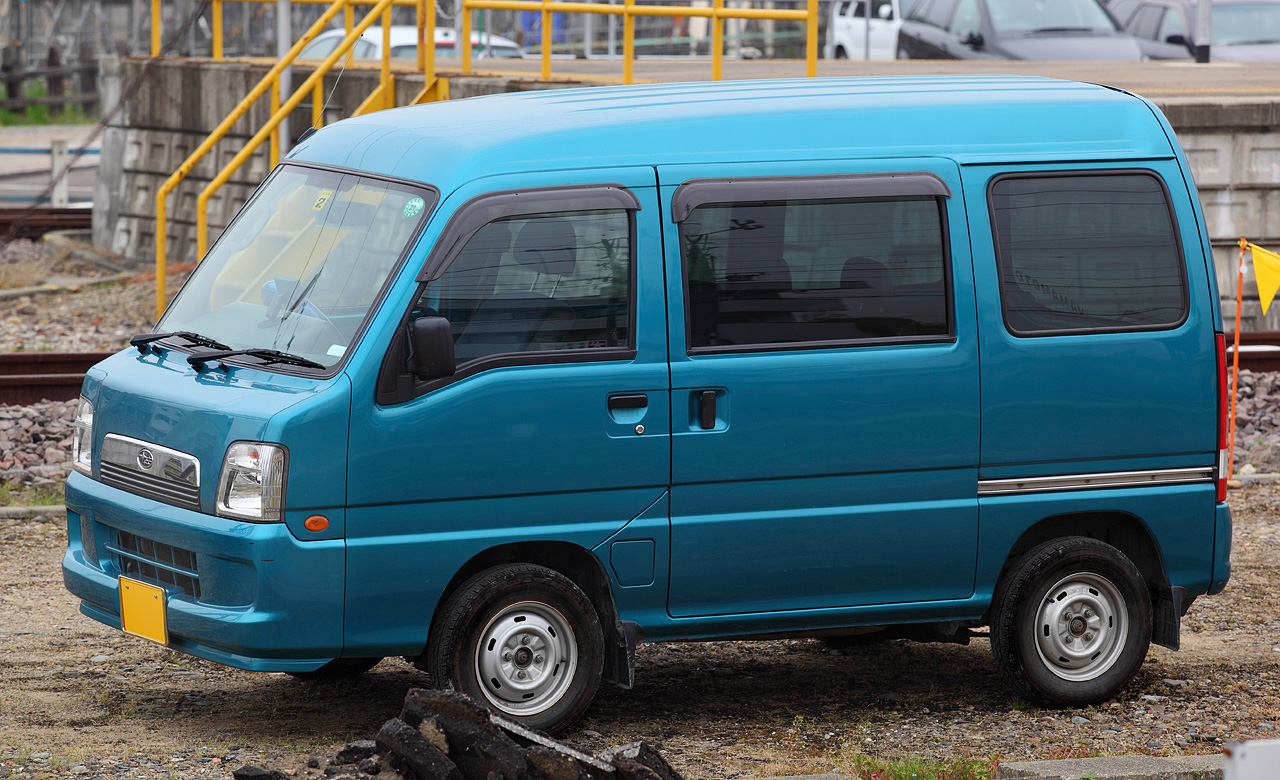
Sambar Dias Wagon von 1999 bis 2009

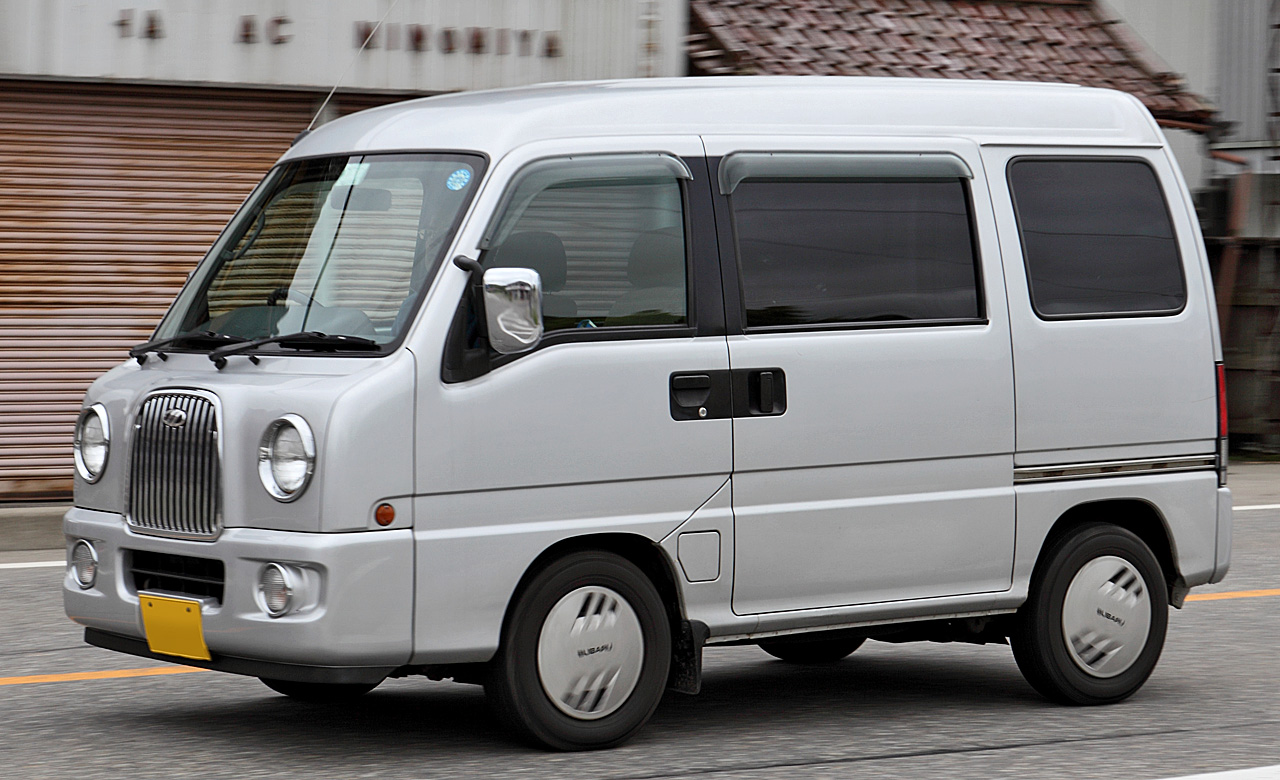
Sambar Dias Classic

Die sechste Generation wurde Ende 1998 vorgestellt. In diesem Jahr waren auch die Vorschriften in der K-Car-Klasse bezüglich der Fahrzeuggröße erweitert worden, wovon der Dias Wagon profitierte.
Der Sambar Dias wurde in Verbindung mit Allradantrieb nur noch mit einem 3-Gang-Automatikgetriebe angeboten. Die Motorleistung wurde nun serienmäßig mit Kompressor auf 58 PS erhöht. Bis 2002 wurde auch ein Sambar Dias Classic angeboten.
2009 endete die Produktion des Subaru Sambar Dias Wagon auf Basis des Sambar der 6. Generation.

## Sambar Dias Wagon III (2009–2020)

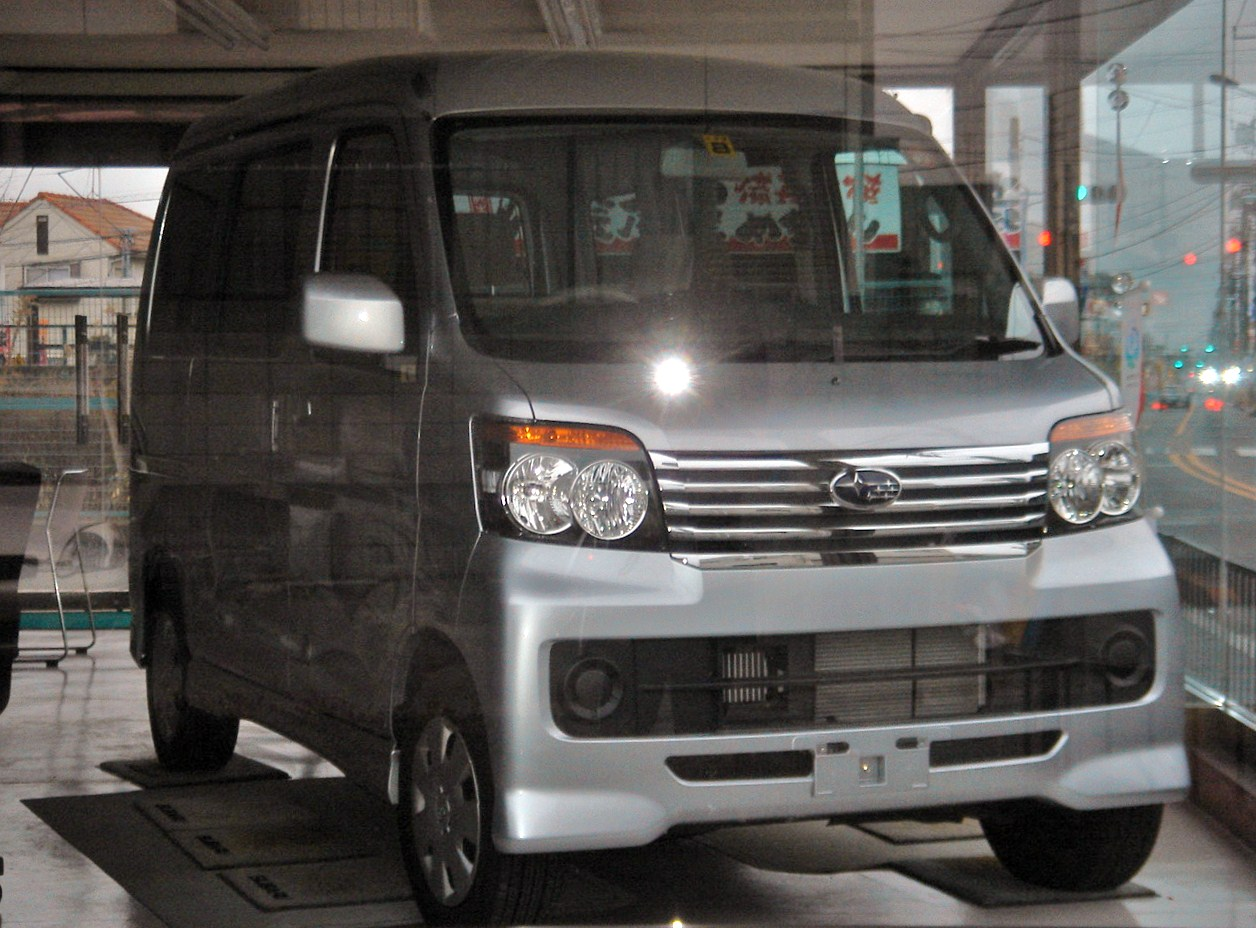
Sambar Dias Wagon III

Ab 2009 gab es den Sambar Dias Wagon III. Er wurde von Daihatsu produziert und entspricht weitgehend dem Daihatsu Atrai.

## Siebte Generation (seit 2012)
Seit April 2012 wird die 7. Generation angeboten. Sie entspricht dem Daihatsu Hijet.